# Willard Harrison Bennett
Willard Harrison Bennett (13 juin 1903 – 28 septembre 1987) était un scientifique et inventeur américain, né à Findlay dans l'Ohio. Bennett a mené des recherches en physique des plasmas, en astrophysique, en géophysique, en science des surfaces et en chimie physique. il a donné son nom à une technique de pincement de plasma (Bennett pinch). 

## Biographie
Né à Findlay, dans l'Ohio , Bennett fréquenta le Carnegie Institute of Technology de 1920 à 1922 et la Ohio State University, l'Université du Wisconsin (master en science en chimie physique, 1926) et l'Université du Michigan (thèse de doctorat en physique en 1928). Bennett reçu une bourse de recherche nationale en physique et étudia en 1928 et 1929 au California Institute of Technology. En 1930, il intègre la faculté de physique à l'université de l’État de l'Ohio.  Après avoir servi pendant la Seconde Guerre mondiale, Bennett travailla au National Bureau of Standards, à l'Université de l'Arkansas et au Naval Research Laboratory. En 1961, il fut nommé professeur de physique à Burlington à la North Carolina State University (émérite en 1976).  Bennett était titulaire de 67 brevets . 
Bennett fut pionnier dans les années 1930 en physique des plasmas, c'est-à-dire l’étude des gaz ionisés par des hautes tensions électriques. Bennett inventa aussi la spectrométrie de masse par radiofréquence en 1955, qui permit de mesurer la masse d'atomes. Il a également étudié les gaz ionisés par l'électricité à haute tension, utilisée plus tard dans les recherches sur la fusion thermonucléaire . 

## Impact des inventions
Ces études et les recherches ultérieures furent utilisées dans le monde entier pour la recherche sur la fusion thermonucléaire contrôlée. Dans les années 1950, le tube expérimental de Bennett appelé Stormertron prédit et modélisa les ceintures de radiation de Van Allen entourant la Terre six ans avant leur découverte par satellite. Il a également reproduit des schémas d’impact trouvés à la surface de la Terre, qui expliquèrent de nombreuses caractéristiques des aurores polaires. Enfin, Sputnik 3 transporta le premier spectromètre de masse radiofréquence dans l'espace. 